# Zeilkano

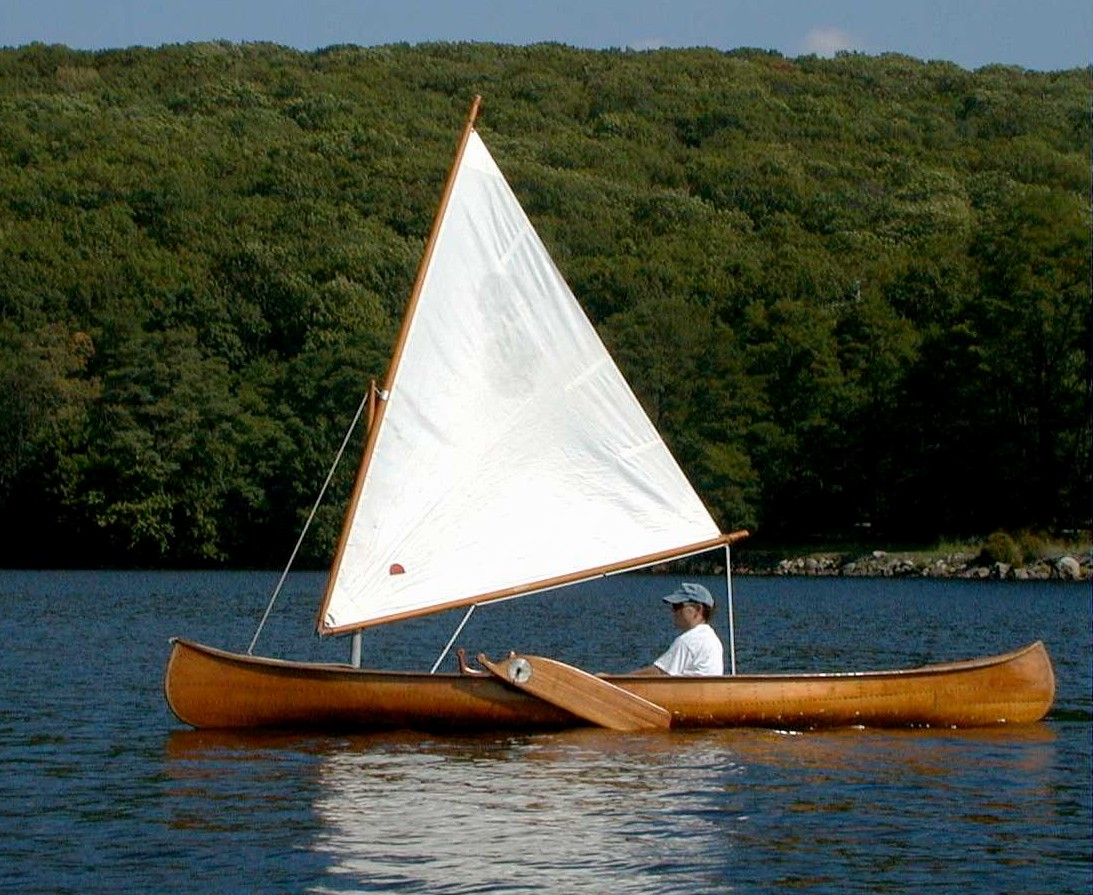
Toerkano met zeiluitrusting

Een zeilkano is een kano bedoeld om mee te zeilen. Vaak gaat het hierbij om uitleggerkano's soms overgaand in catamarans. Dit snelle scheepstype werd gebruikt voor zeereizen en migratie in Zuidoost-Azië, rond Australië en in Oceanië.
Toerkano's, zoals bijvoorbeeld vouwkano's, kun je vaak dusdanig inrichten dat je er ook aardig mee kunt zeilen.
Tegenwoordig is kanozeilen een speciale richting in de zeilsport met de zogenaamde International Ten Square Meter Sailing Canoe voor het wedstrijdvaren.

## Afbeeldingen

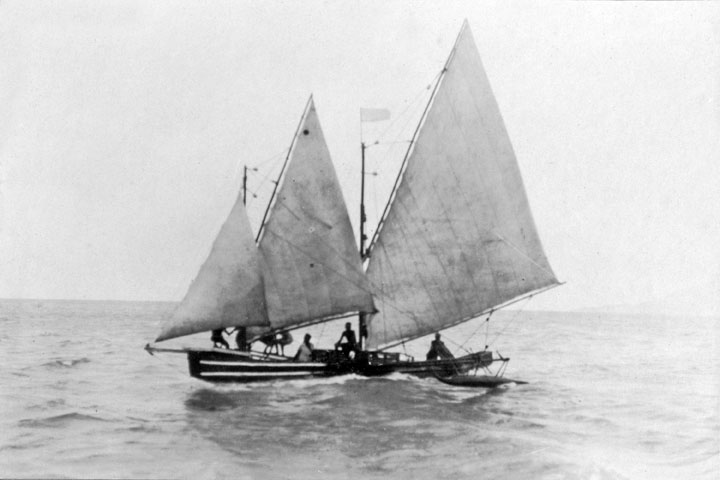
Australië, 1931
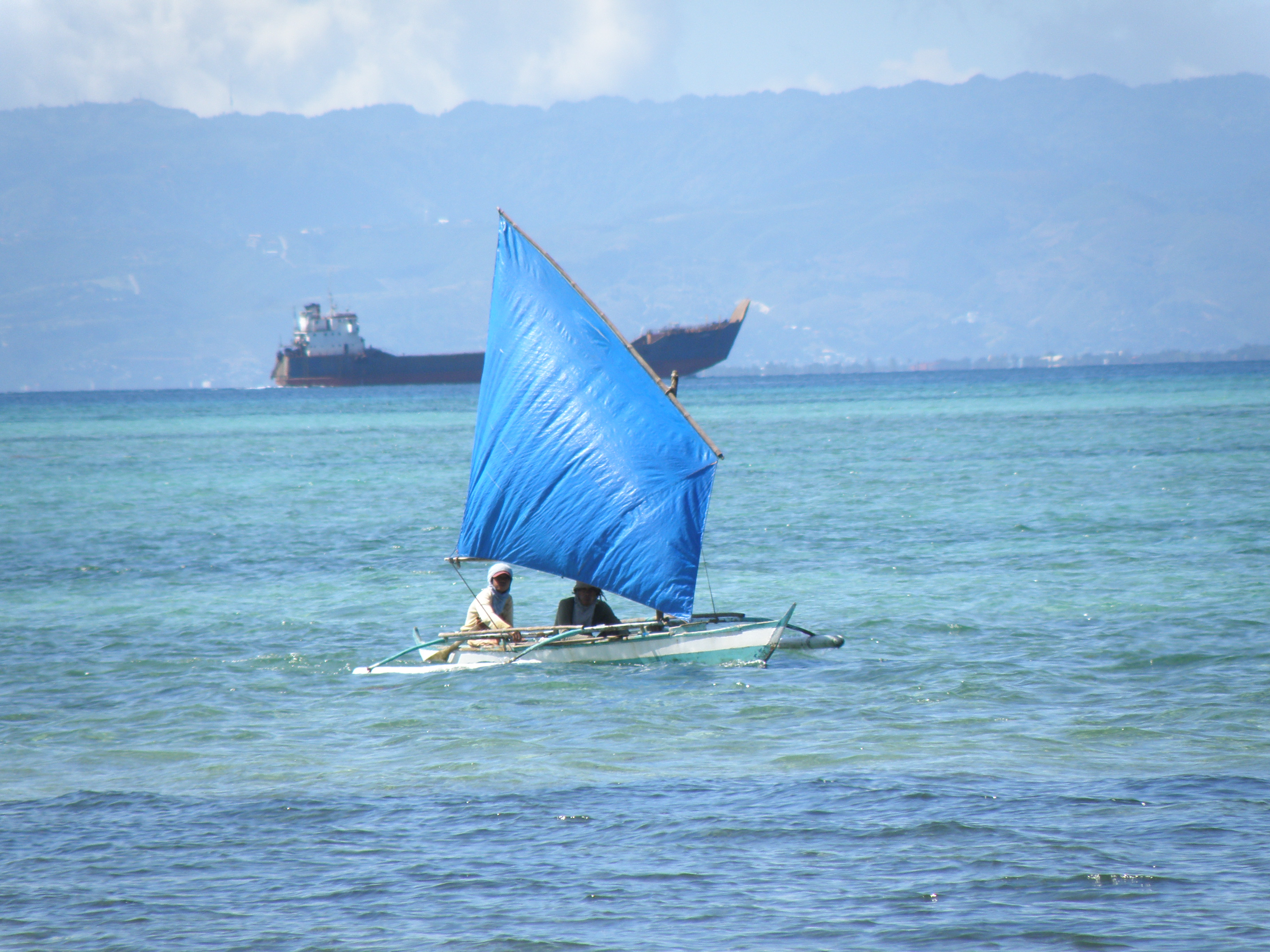
Filipijnen
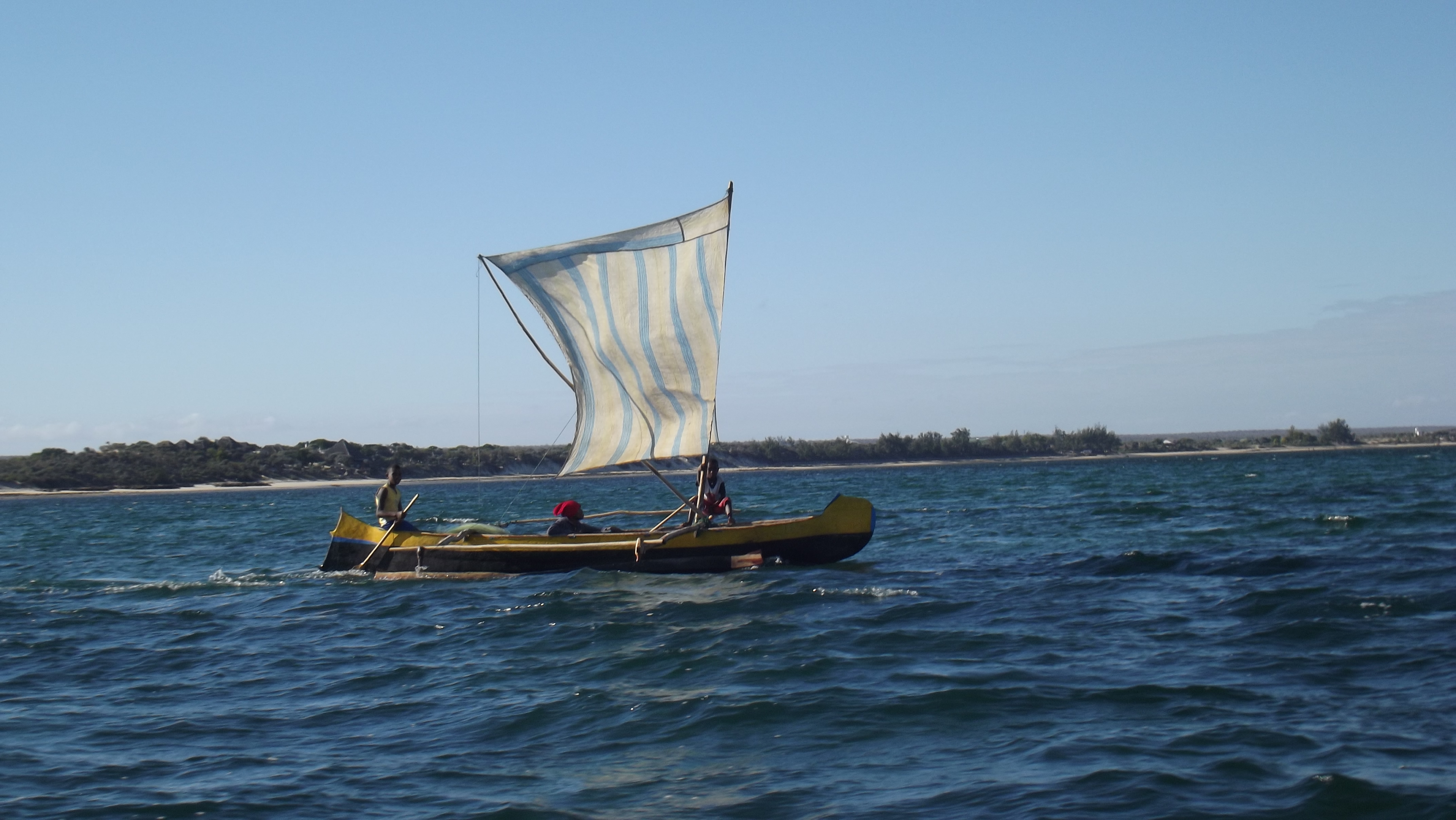
Madagaskar
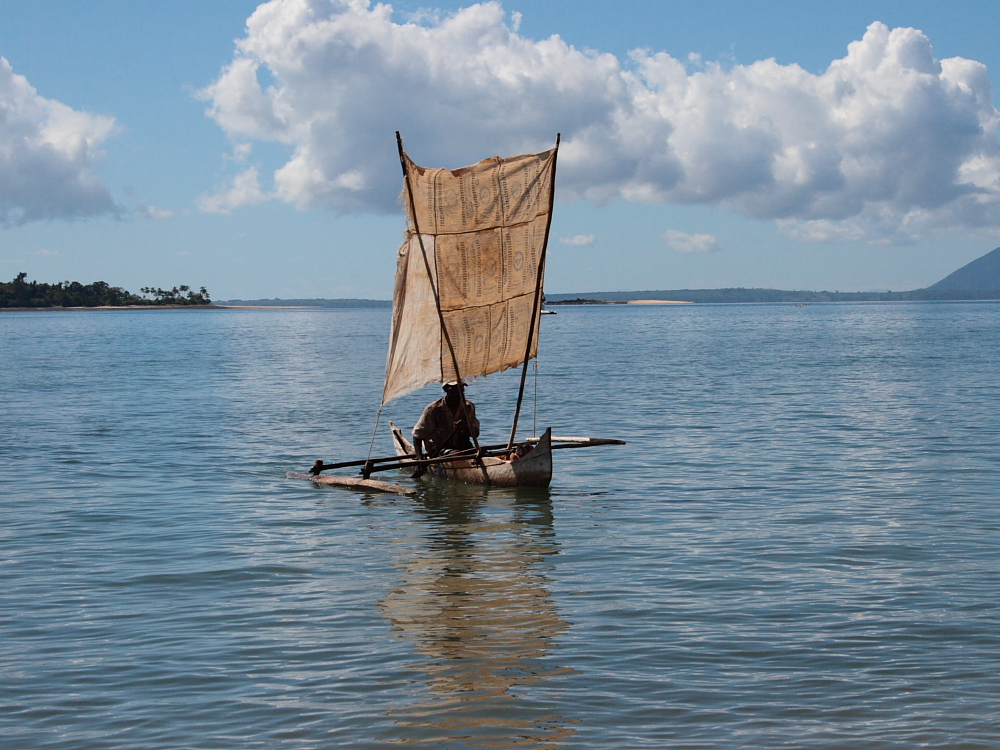
Madagaskar
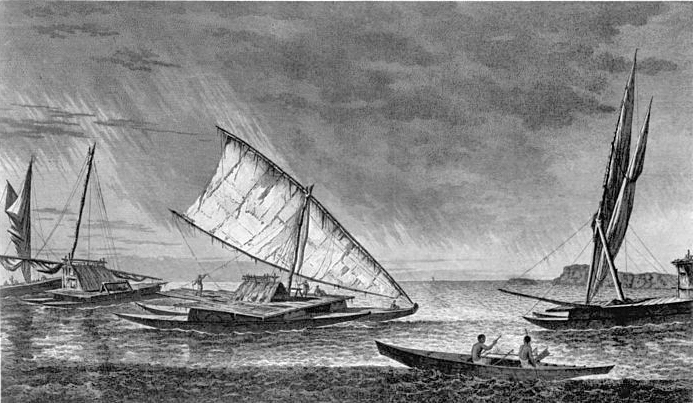
Tonga
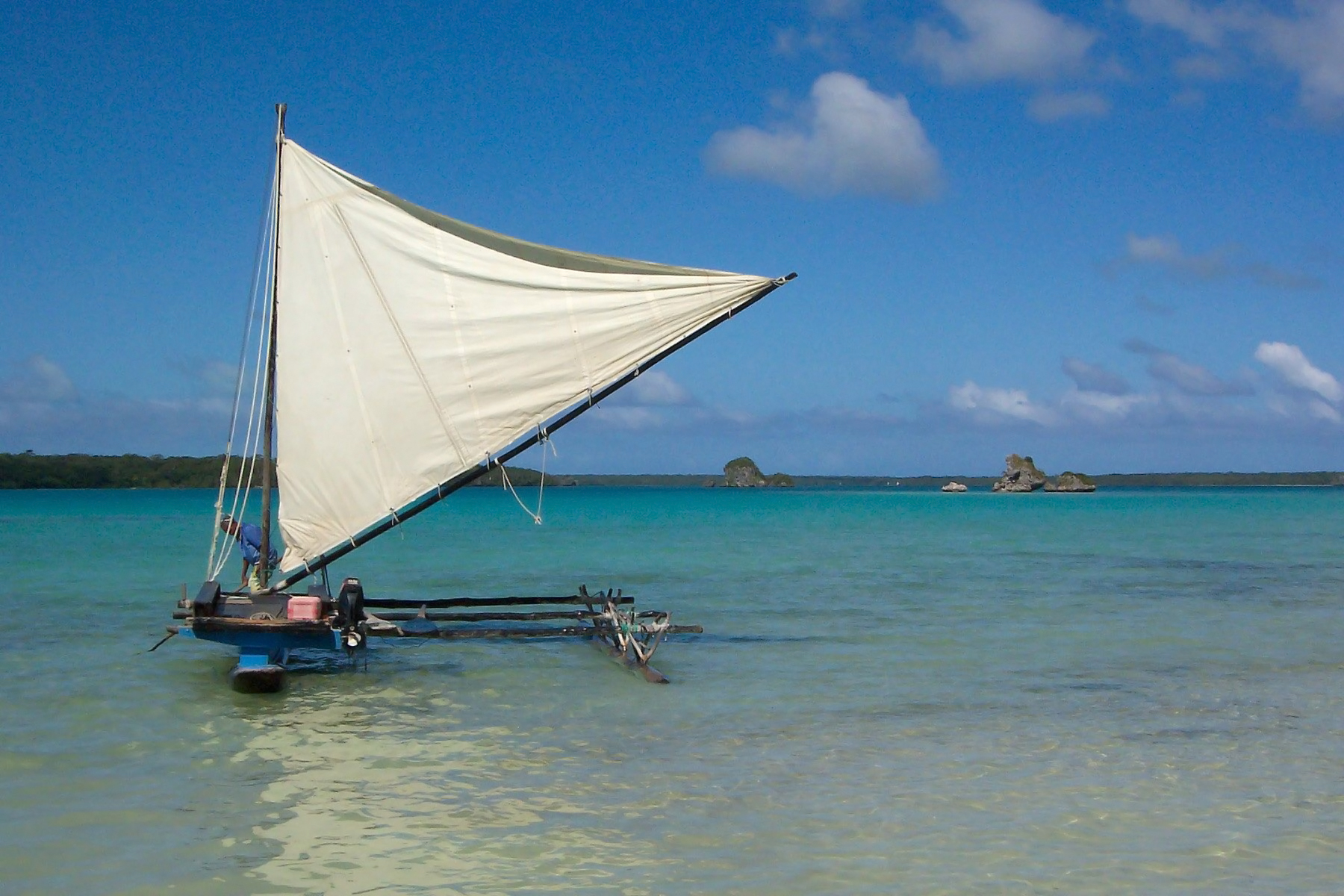
Nieuw-Caledonië
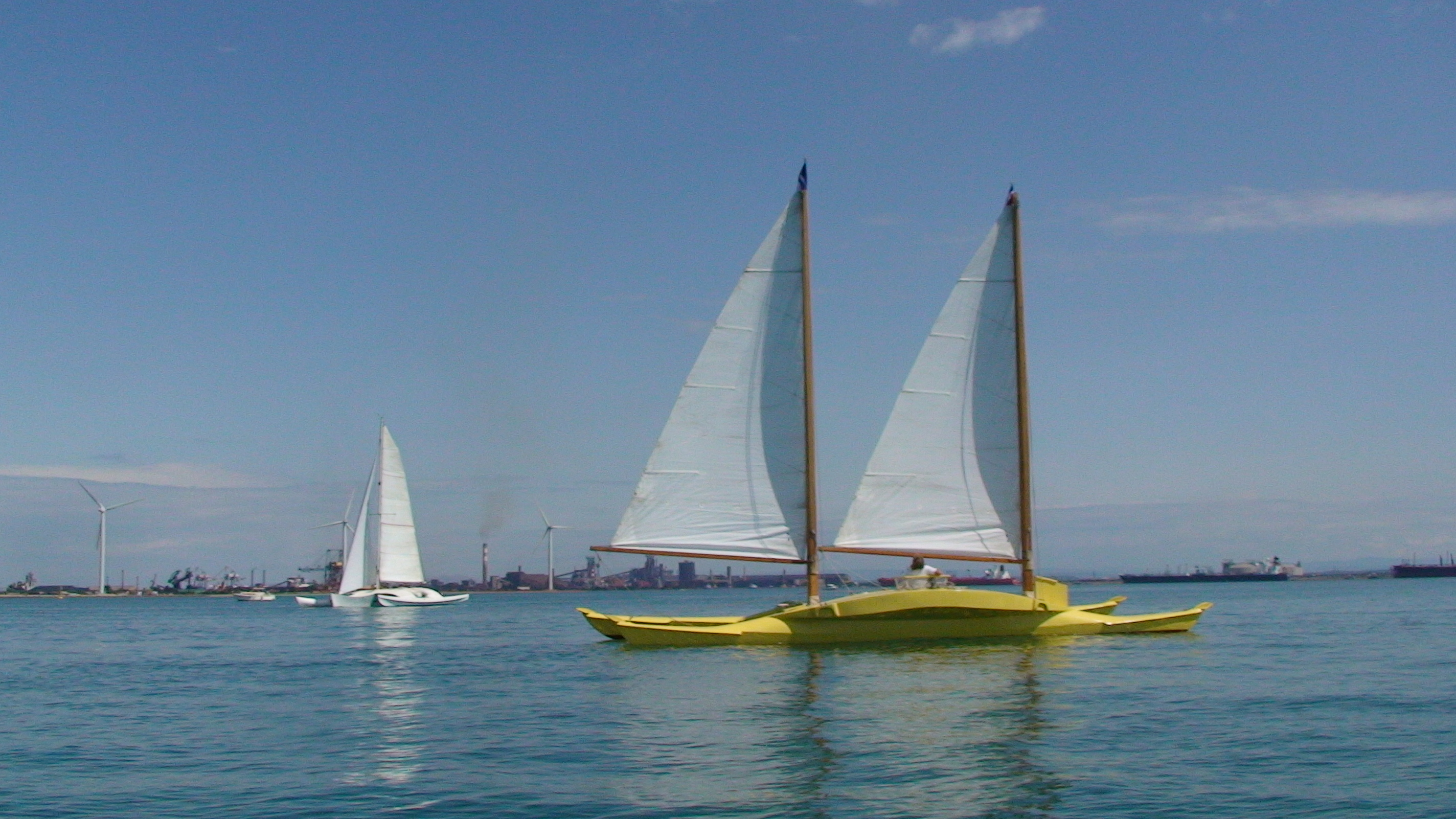
Moderne zeeprauw
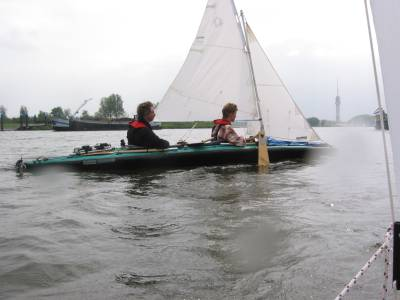
Kleppervouwkano met zeil
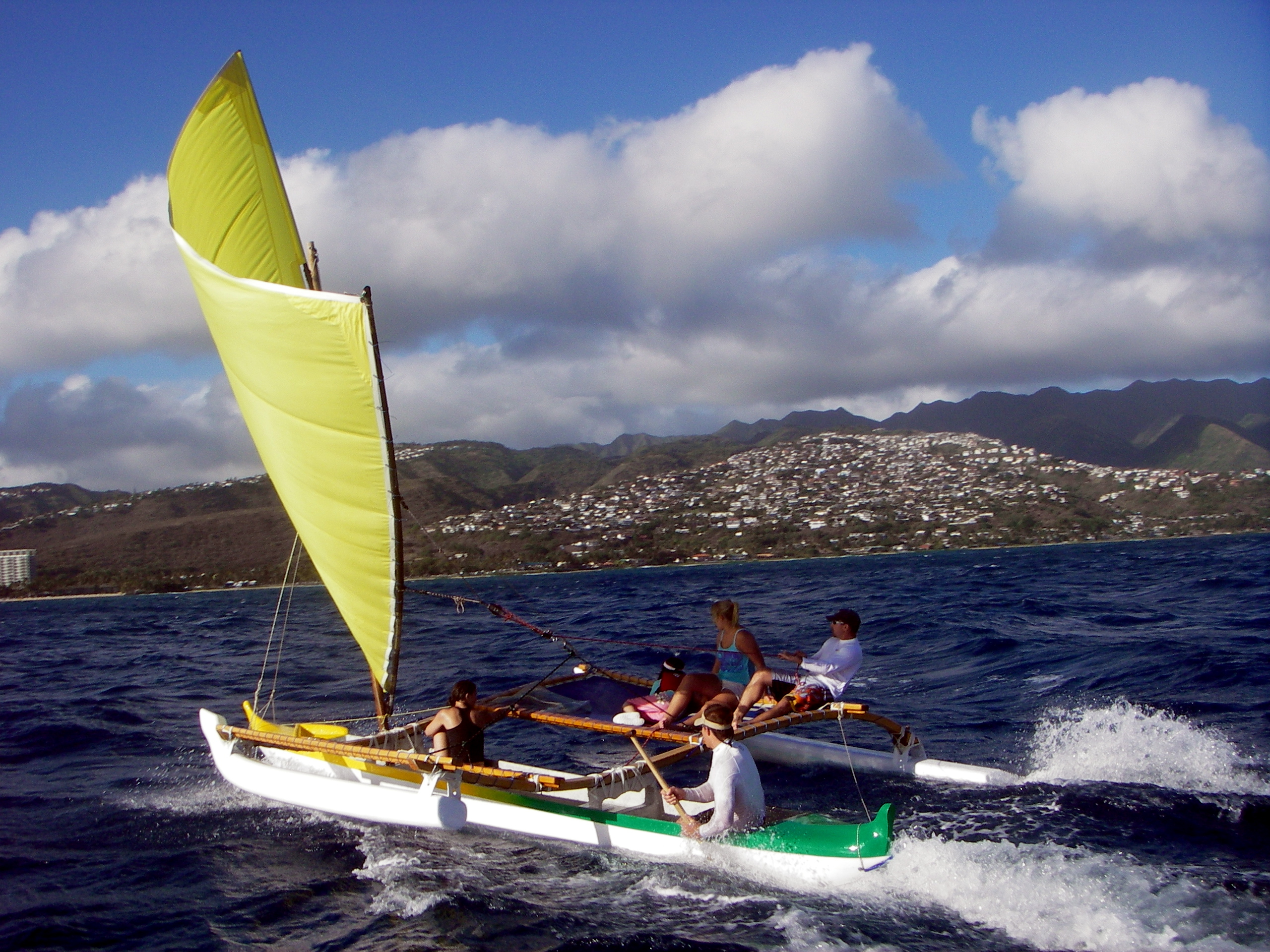
Kanozeilen in Hawaï